# ジェイド・カーギル
ジェイド・ニコール・カーギル（Jade Nicole Cargill, 1992年6月3日 - ）は、アメリカ合衆国フロリダ州ギフォード出身の女子プロレスラー。WWE所属。夫は元プロ野球選手のブランドン・フィリップス。

## 経歴

### 生い立ち、プロレスラー以前
フロリダ州ギフォードに生まれる。6歳の頃からバスケットボールを始める。
ジャクソンビル大学で社会科学の学位を取得して卒業後はフランスへ渡り、モデルとして活動した。また、後に児童心理学の修士号を取得し、2019年まで発達心理学士として働いていた。

### デビュー前
2018年からプロレスラーを目指すようになり、共通の知人を介して知り合ったマーク・ヘンリーのアドバイスを受けて、ヒース・スレイターやロン・シモンズが経営するプロレススクールでトレーニングを開始した。
2019年4月にはWWEパフォーマンスセンターでトライアウトに参加した。

### AEW
2020年11月11日、AEWダイナマイトに初登場。コーディ・ローデスのマイクパフォーマンスを妨害した。翌日にAEWと複数年契約を結んだことが発表された。
以降はコーディとその妻ブランディとの抗争を開始。2021年3月3日には元NBA選手のシャキール・オニールと組み、男女混合タッグマッチでコーディ、レッド・ベルベットに勝利した。9月のPPV『オール・アウト』ではAEW女子世界王座への挑戦者を決めるバトルロイヤルに出場したが、敗れた。

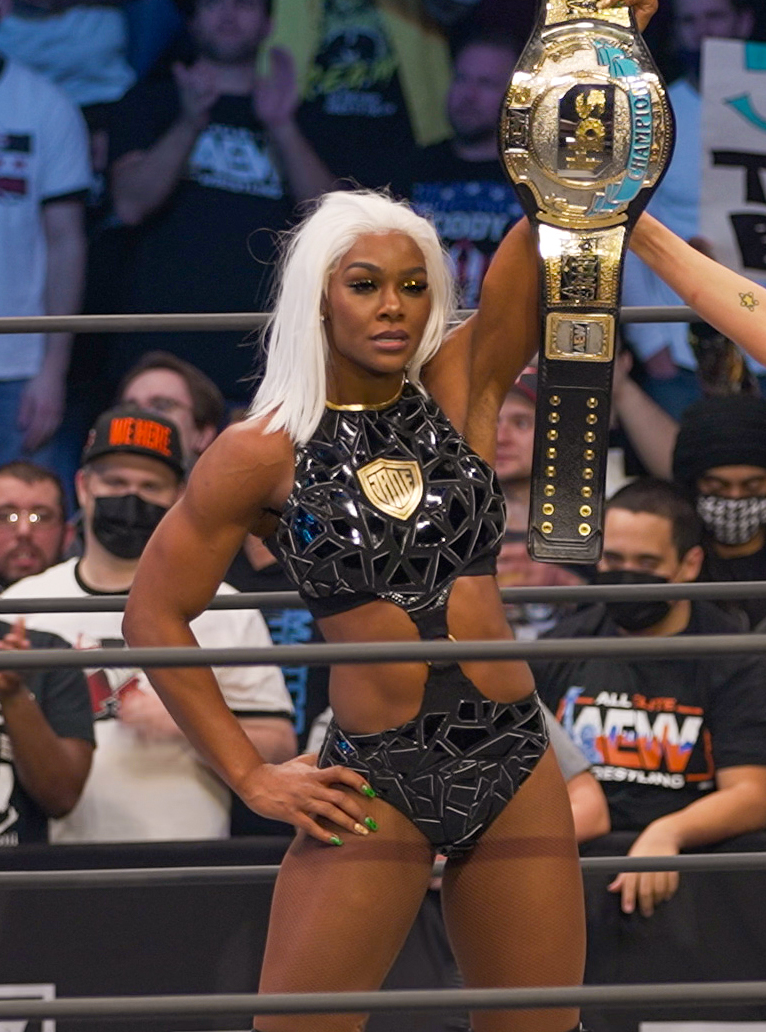
2022年1月に初代AEW TBS王者となり、その後508日間保持した。

2022年1月、新たに創設されたAEW TBS王座の初代王者を決めるトーナメントの決勝でルビー・ソーホーに勝利し、初代王者となった。その後は無敗を続け、防衛戦で勝利を重ねる。9月4日のPPV『オール・アウト』ではアテナとの防衛戦に5分足らずで勝利した。
2023年1月14日に王座保持期間が373日となり、志田光を抜きAEWの女子タイトルにおける最長記録となった。5月28日のPPV『ダブル・オア・ナッシング』でタヤ・ヴァルキリーとの防衛戦に勝利したが、直後にオープンチャレンジでクリス・スタットランダーにわずか50秒で敗れて王座陥落し、508日間に及ぶ王座保持と、60試合連続負けなしの記録が共に途絶えた。その後数ヶ月間の欠場の後、9月9日のAEWコリジョンで復帰し、スタットランダーを襲撃した。15日のAEWランペイジにてスタットランダーとの王座戦に敗れ、これがAEWでの最後の試合となった。

### WWE

WWEでの入場シーン
(2024年8月)

AEWを退団した2023年9月末にWWEと複数年契約を結び、パフォーマンスセンターでトレーニングを開始した。10月7日のPPV『ファスト・レーン』に映像出演という形で初登場し、編成トップのトリプルHと面談する様子が放送された。その後はRaw、SmackDown、NXTにそれぞれ短時間出演し、どの番組に所属するかを見定めた。
2024年1月24日のPPV『ロイヤルランブル』における女子ロイヤルランブル戦でWWEで初の試合を行う。28番目に登場し、ナイア・ジャックス、ベッキー・リンチ、ナオミを敗退させたが、30番目に登場したリヴ・モーガンによって敗退させられた。その後はSmackDown所属となり、ビアンカ・ベレアー、ナオミと組んでダメージCTRLと抗争を開始。
4月6日のPPV『レッスルマニアXL』では6人タッグマッチでダメージCTRLと対戦し、カーギルがダコタ・カイをフォールして勝利した。
5月4日にフランスで開催されたPPV『バックラッシュ』でビアンカと組んでASUKA、カイリ・セインに勝利し、WWE女子タッグチーム王座を初戴冠した。
6月15日にスコットランドで開催されたPPV『クラッシュ・アット・ザ・キャッスル』にて、トリプルスレットマッチの王座戦に敗れて陥落。その後8月31日にドイツで開催されたPPV『バッシュ・イン・ベルリン』でビアンカと組んでWWE女子タッグチーム王座戦に勝利し、再び王座を戴冠した。
11月、バックステージで何者かに襲撃されて負傷し、出場予定だった『サバイバー・シリーズ』のウォーゲームズを欠場した。
2025年4月、レッスルマニア41でナオミとシングル形式で対戦し、勝利を収めた。
2025年6月13日（日本時間14日）のSMACK DOWNでクイーン・オブ・ザ・リング予選で勝利。
2025年6月28日に行われたナイト・オブ・ザ・チャンピオンズで行われたクイーン・オブ・ザ・リングトーナメント決勝でアスカを倒してクイーンになる。

## 家族
MLBのシンシナティ・レッズなどで活躍したブランドン・フィリップスと結婚し、2015年に第一子を出産した。2023年3月にはWPFに新たに加盟した球団「テキサス・スモーク」のオーナーに夫婦で就任した。
叔父のピーター・カーギルは元サッカー選手で、1980年代から90年代にかけてジャマイカ代表で活躍した。

## 獲得タイトル
WWE
- WWE女子タッグチーム王座：2回

w / ビアンカ・ベレアー
- クイーン・オブ・ザ・リング：優勝（2025年）

AEW
- AEW TBS王座：1回

プロレスリング・イラストレーテッド
- 現役女子プロレスラーTop150：5位（2022年）、14位（2023年）、50位（2021年）、44位（2024年）
- タッグチームTop100：1位（2024年、w / ビアンカ・ベレアー）
- 新人王（2021年）